# Stethojulis terina
Stethojulis terina е вид бодлоперка от семейство Labridae. Видът не е застрашен от изчезване.

## Разпространение и местообитание
Разпространен е в Китай, Провинции в КНР, Тайван, Филипини, Южна Корея и Япония.
Обитава пясъчните дъна на морета, рифове и реки. Среща се на дълбочина от 2 до 5 m.

## Описание
На дължина достигат до 7 cm.